# Iheyaspira
Iheyaspira is een geslacht van weekdieren uit de klasse van de Gastropoda (slakken).

## Soorten
- Iheyaspira bathycodon Nye, Copley, Linse & Plouviez, 2013
- Iheyaspira lequios Okutani, Sasaki & Tsuchida, 2000